# Kirsten John

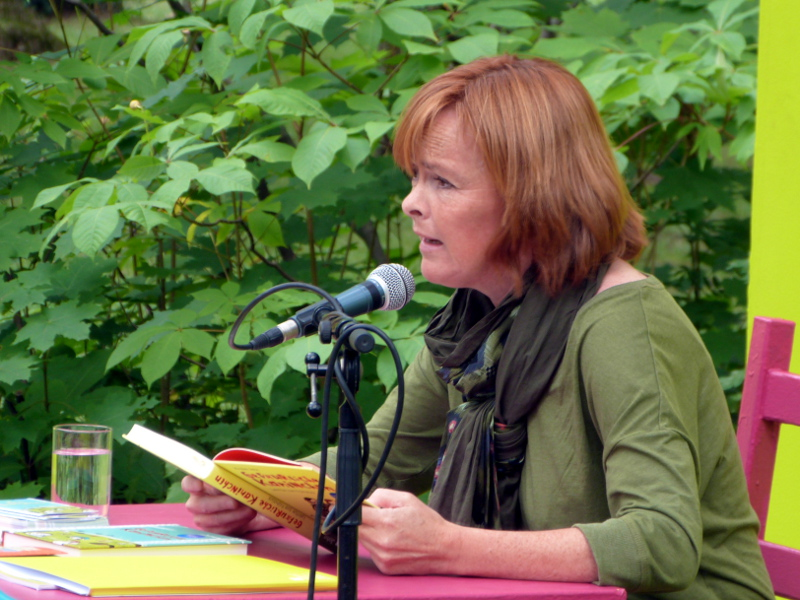
Kirsten John, 2013

Kirsten John, geb. Rehberg (* 18. Juli 1966 in Hannover; † 30. September 2020 in Wieda) war eine deutsche Schriftstellerin.

## Leben
Kirsten John studierte bis 1993 Germanistik, Geschichte und Philosophie an der Universität Hannover. Sie lebte und arbeitete als freie Schriftstellerin und Lektorin in Hannover und Amsterdam.
Für ihren Debütroman Schwimmen lernen in Blau (2001), der in mehrere Sprachen übersetzt wurde, erhielt sie unter anderem 2001 den Niedersächsischen Förderpreis für Literatur und 2002 den Kurt-Morawietz-Literaturpreis der Stadt Hannover. Sie erzählt darin die Lebensgeschichte der Malerin Katharina, „die ihre Geschichte mit der Farbenlehre interpretiert“. Der Roman wurde in den Feuilletons von NZZ, FR und SZ rezensiert. 2007 erhielt Kirsten John ein Jahresstipendium des Landes Niedersachsen für Literatur.
In der Folge veröffentlichte sie zahlreiche Kinder- und Jugendbücher. Über ihre Erzählung Gefährliche Kaninchen (2012) befand die Rezensentin Sonja Kessen im Kulturradio: „Mit einfachen klaren Worten erzählt die Autorin, wie Konflikte aufbrechen, die unter der Oberfläche wabern, wie man sich zeitweilig entfremdet und wie sich schließlich für alle Beteiligten neue Perspektiven eröffnen“. Unter dem Pseudonym Marie Lucas veröffentlichte Kirsten John 2013 den Jugendroman Zwischen Ewig und Jetzt.
2009 war John Gründungsmitglied von Lesestart Hannover. Sie starb im Frühherbst 2020 im Alter von 54 Jahren an den Folgen einer schweren Krankheit.

## Werke (Auswahl)

### Belletristik
- Schwimmen lernen in Blau. Roman. Goldmann, München 2003, ISBN 3-442-72961-0 (Nachdr. d. Ausg. Stuttgart 2001).

#### Romane für Jugendliche
- Ariadne – Zeitreisende soll man nicht aufhalten. Arena, Würzburg 2011, ISBN 978-3-401-06676-9.
- Zwischen Ewig und Jetzt (unter dem Pseudonym Marie Lucas), Fischer FJB 2013, ISBN 978-3-8414-2214-9

### Sachbücher für Kinder und Jugendliche
- Toby in den Gärten. Ein Kinderführer durch die Herrenhäuser Gärten. Nicolai, Berlin 2009, ISBN 978-3-89479-484-2.
- Wer war Klaus Störtebeker? Der deutsche Robin Hood. Verlagshaus Jacoby & Stuart, Berlin 2008, ISBN 978-3-941087-13-2.
- Wer war Arminius? Hermann der Cherusker. Verlagshaus Jacoby & Stuart, Berlin 2009, ISBN 978-3-941087-25-5.
- Wer war Christoph Kolumbus? Der Entdecker Amerikas. Verlagshaus Jacoby & Stuart, Berlin 2010, ISBN 978-3-941087-92-7.